# Piet Worm

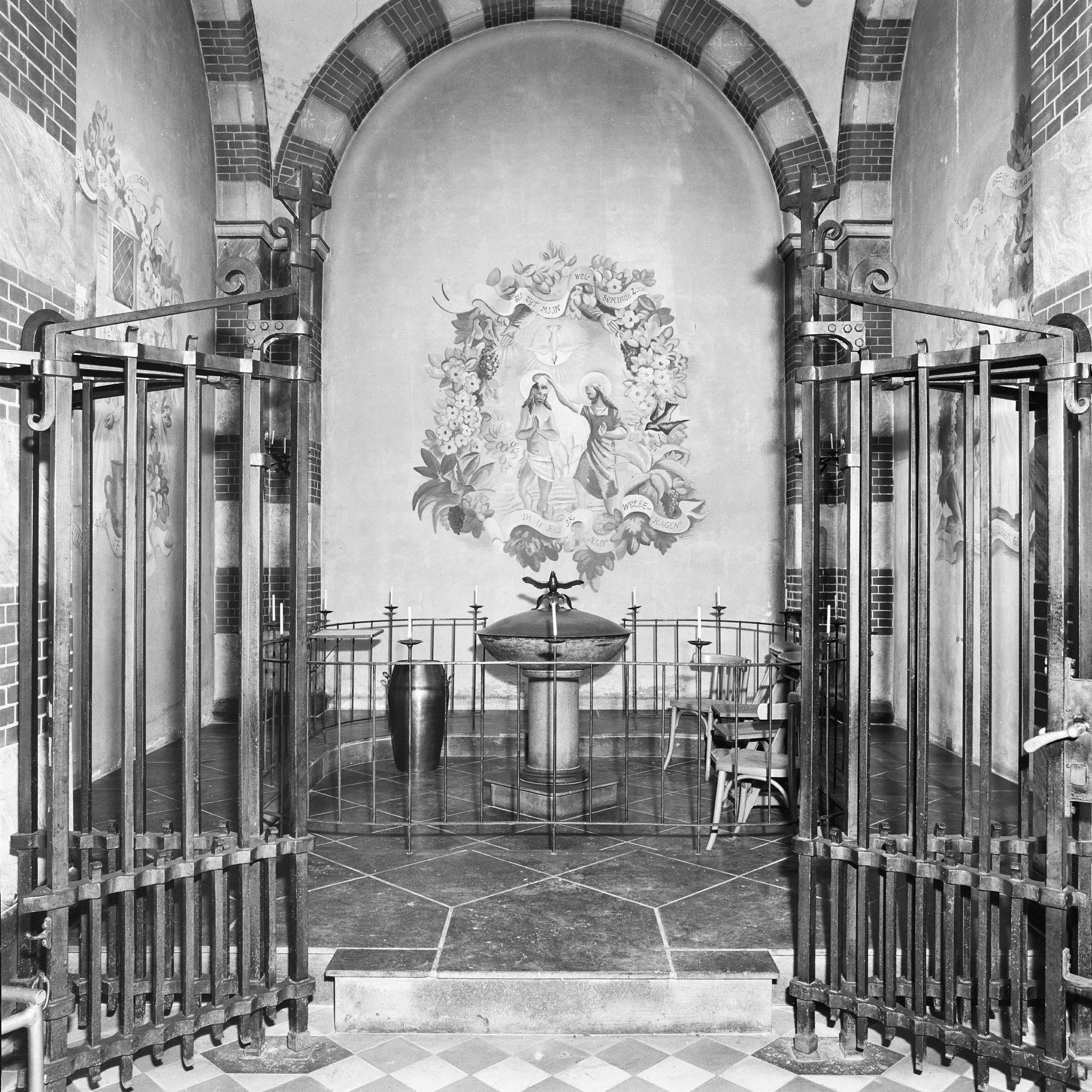
Tekening door Worm in doopkapel Obrechtkerk Amsterdam

Petrus Johannes Franciscus Maria (Piet) Worm (Alkmaar, 17 september 1909 - aldaar, 7 mei 1996) was een Nederlands kunstenaar.
Worm studeerde aan de Kunstnijverheidsschool te Haarlem, de School voor Kunst, Techniek en Ambacht te Den Haag en de Rijksacademie voor Beeldende Kunsten in Amsterdam. Hij ontwikkelde zich via werk als architect tot wandschilder, illustrator van kinderboeken en was boekbandontwerper.
In 1935-36 maakte Worm op tekst van Tom Drost Van Kwik-Kwak het Kikkertje in de Kleine Katholieke Illustratie (1935-36). In 1938 verscheen zijn eerste kinderboek - Nanne's reis - bij A. Stols in Maastricht.
Met Bertus Aafjes maakte hij een aantal verhalen, zoals Peter-kersen-eter, Vrolijke Vaderlandse Geschiedenis in De Volkskrant, 1948, Vogelvis in 1948 en Bid, kindje, bid (De Fontein, 1944).
Uitgeverij De Fontein publiceerde zijn strip Het Heldenlied van Jan en Piet in 1947.
In 1948 werkte hij samen met Piet Bouwes en was hij redacteur van het weekblad De Fontein van de gelijknamige uitgeverij uit De Bilt. Hierin tekende hij Professor Zegellak met tekst van Daan Zonderland.

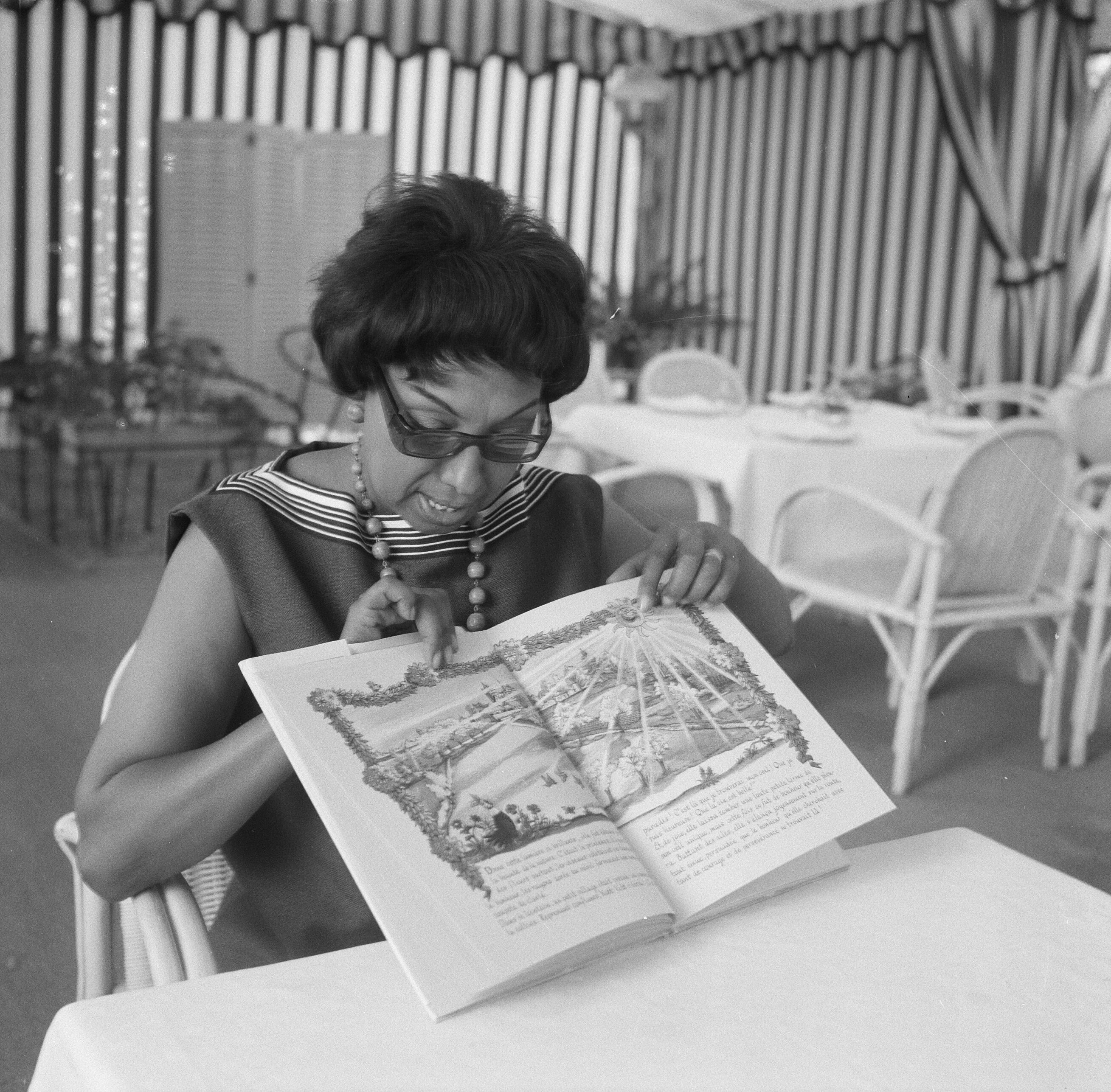
Joséphine Baker met haar boek, geïllustreerd door Worm

Een vaak herdrukte serie boekjes is gebaseerd op verhalen rond drie paardjes, die begon met Drie paardjes (1953). Vervolgens verschenen de delen De drie gekroonde paardjes (1959) en De drie paardjes op vakantie (1961). Het boek gaf aanleiding tot een ballet van Scapino: Het ballet van de drie paardjes (1955). De boeken werden enthousiast ontvangen.
Samen met Josephine Baker schreef hij over haar adoptie-gezin De Regenboogkinderen (1957).

## Verwijzingen
- Bid, kindje, bid bevat de zin "En kinderen, bid nu nog eens braafjes, voor Piet Worm en Bertus Aafjes".
- Vrolijke Vaderlandse Geschiedenis sluit af met de zin: "Bertus Aafjes en Piet Worm vluchten voor de Nazi-storm".[1]